# Трубіцино (Желєзногорський район)
Трубіцино (рос. Трубицыно) — присілок в Желєзногорському районі Курської області Російської Федерації.
Населення становить 40 осіб. Входить до складу муніципального утворення Линецька сільрада.

## Історія
Населений пункт розташований на території українського етнічного та культурного краю Східна Слобожанщина.
Від 2004 року входить до складу муніципального утворення Линецька сільрада.

## Населення
| 1979 | 2002 | 2010 | 2014 |
| ---- | ---- | ---- | ---- |
| 95   | ↘50  | ↘41  | ↘40  |